# Dub poetry
Il dub poetry (letteralmente "poesia dub"), è un sottogenere del reggae, e più precisamente del dub, che trae influenze dallo stile DJ Style. Il genere è caratterizzato da una poesia parlata registrata sopra la base dub o reggae in genere, e si sviluppò nei tardi anni 70. Tra i maggiori artisti dub poetry spiccano Mutabaruka e Linton Kwesi Johnson, che raggiunsero la popolarità dai fine anni settanta fino ai metà anni ottanta.

## Storia
Il dub poetry si sviluppò come seguito del dj style, genere sviluppato verso la fine degli anni sessanta, nel quale i primi toaster giamaicani incidevano la propria voce parlata o cantata, su un brano già esistente. Nonostante fosse un genere ispirato dal dj style, vi erano due principali differenze che distinguevano i due generi: invece di essere un genere festaiolo e lontano dai temi politico-religiosi, il dub poetry era socialmente e politicamente maturo, mirato spesso a colpire il pubblico non-giamaicano trattando le ingiustizie sociali del paese; inoltre, mentre il dj style si sviluppò come genere incentrato sulla performance d'esecuzione e sull'arte dell'improvvisazione, il dub poetry si presentò come genere poetico, intellettuale, già pre-composto, che tralasciava le improvvisazioni nelle performance live.
Il dub poetry ebbe un seguito negli studi di registrazione ed emerse nelle dancehall giamaicane verso la seconda metà degli anni '70. Era una forma d'arte politicizzata e ghettizzata influenzata dal nazionalismo nero, rastafarianesimo e inclinazioni politiche di sinistra.
Gli artisti erano coinvolti, come molti altri, nell'attivismo politico del movimento "Black Power" (potere nero), ed iniziarono a comporre dei testi per la maggior parte a sfondo politico. Ignari del simultaneo sviluppo di altre simili forme d'espressione altrove, questi iniziarono ad introdurre i caratteri linguistici e musicali della cultura caraibica degli israeliti nei loro versi. Questa nuova forma d'arte trovò finalmente un'identità quando il poeta giamaicano Oku Onuora coniò il termine "dub poetry" nel 1978. Molto probabilmente il pioniere del genere fu Linton Kwesi Johnson. Il suo album di debutto Dread Beat an' Blood del 1978 presentava uno stile unico che coniugava la poesia nel patois giamaicano con un ritmo reggae in one drop. Per altro Johnson in un'intervista sostenne di essere stato lui stesso a coniare il termine nel 1974, associando le performance dei primi dj reggae (dj style), con la poesia tradizionale africana.

### I Pionieri

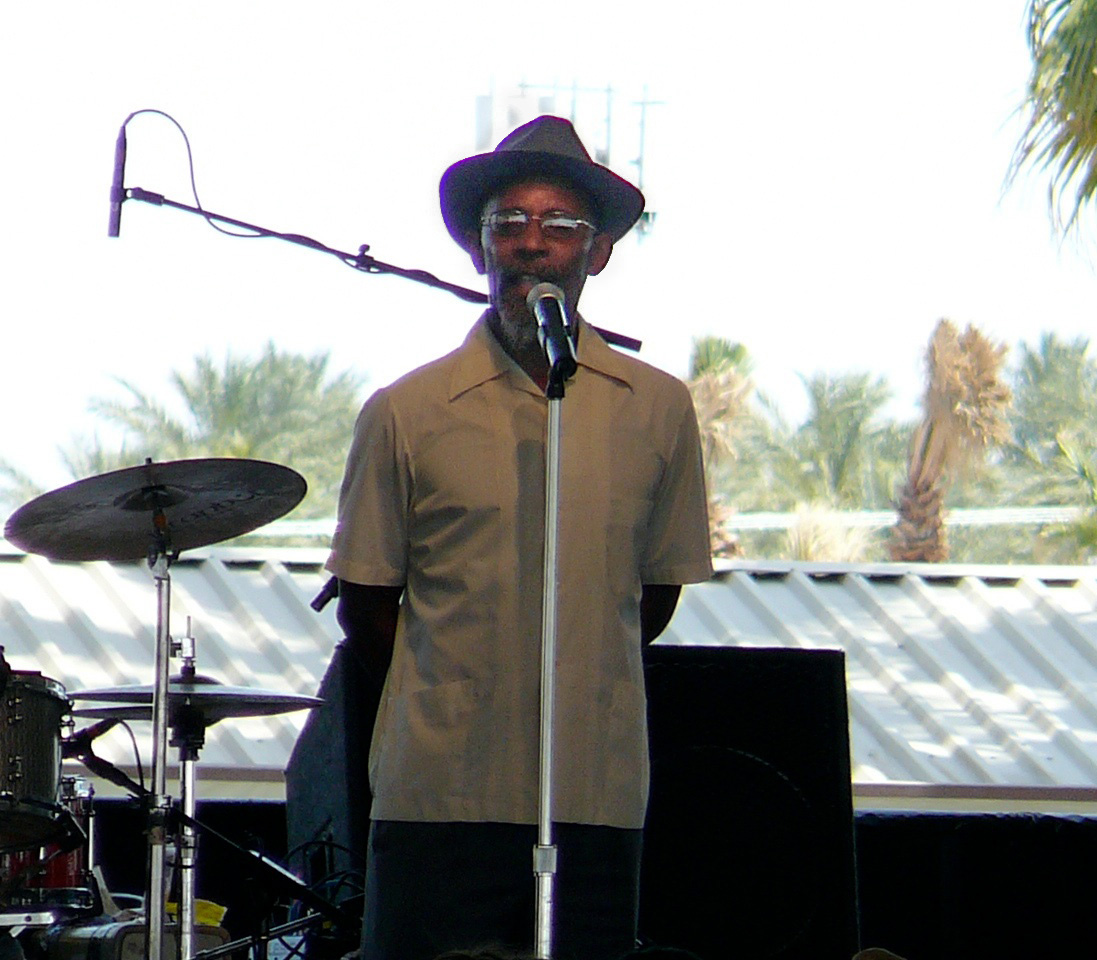
Linton Kwesi Johnson a Coachella

A Londra nel 1974, l'immigrato giamaicano Linton Kwesi Johnson (1952, Chapeltown, Giamaica) pubblicò "Voices of the Living and the Dead", una breve serie di scritti sulla vita nella Gran Bretagna nera, degna di nota non solo per i contenuti consci e i dibattiti, ma anche per l'utilizzo di un dialetto a metà strada tra londinese e giamaicano che non era mai stato pubblicato prima. Dread Beat Blood, seconda collezione di Johnson pubblicata l'anno successivo, confermò il suo impatto. Johnson iniziò a collaborare come giornalista sia per giornali musicali (era collaboratore per New Musical Express e Black Music) che per quelli culturali (The Race Today). Johnson era solito anche intervenire alle riunioni di partito, a meeting e raduni. Nel tardo 1976 decise di passare ad un altro livello, assemblando un gruppo musicale ed adattando i suoi scritti alla musica. Entro un anno, iniziò a registrare il suo primo album, Dread Beat an' Blood, accreditato come "Poet & The Roots" (Island, 1977). Johnson aprì le porte ad una nuova generazione di artisti. Per lui, ed altri poeti dub poetry che emersero sulla scia del nuovo genere, la strada verso l'accettazione sia musicale che letteraria era stata già aperta dalla comunità anglo-giamaicana, già consapevole della sua importanza e della necessità intrattenere i propri artisti con la forma d'espressione a loro più congeniale.
Altro importante pioniere fu Benjamin Zephaniah (1958, Birmingham, Inghilterra) che emerse proprio con il sorgere del genere nel 1980, realizzando il debutto nel 1983. Altrettanta popolarità ottenne Mutabaruka, a seguito del suo esordio sulle scene giamaicane con "Sun and Moon", una collezione di poesie pubblicata nel 1976. Dopo tre anni di avvenutorse sperimentazioni con la sua band, Mutabaruka ottenne un grande successo al festival Reggae Sunsplash del 1981. Nel giro di due anni, egli assistette all'esordio della sua discepola, Jean Binta Breeze.
Parallelamente, Oku Onuora (nato Orlando Wong, 1952, Kingston, Giamaica) emerse dopo sette anni di carcere per rapina a mano armata (dove iniziò a scrivere poesie) nel 1977, incidendo il singolo "Reflections in Red" con la sezione ritmica dei The Wailers. Uno studio cinico trattante le battaglie nelle strade di Kingston (Onuora cantò il brano al One Love Peace Concert l'anno seguente), fu solo il primo di una lunga serie di poesie, da parte di Onuora e Mutabaruka, e della crescente ondata di poeti giamaicani. Onuora inoltre contribuì ulteriormente all'emersione del movimento con la fondazione del "Prugresiv Aatis Muvmant" nel 1979.

### Popolarità e declino
Il dub poetry ottenne una certa popolarità non solo per le sue innovazioni musicali, ma anche per gli argomenti sociali e politici trattati. Nel genere tra le qualità più importanti spiccava l'abilità nel inserire le parole nel ritmo, costruire nel ritmo e trovare il soggetto ideologico. Nel dub poetry avveniva un'interazione tra le parole e il sound. Il genere si basava nel comporre il testo nel riddim guidando il sound e la struttura della poesia. L'effettivo dilagare del movimento risale proprio al 1978, quando alcuni lavori di successo permisero a questi poeti di estendere la loro popolarità anche all'estero. I maggiori esponenti formarono delle band e suonarono in diversi paesi, dove gli artisti reggae avevano già in precedenza aperto la strada alla musica giamaicana. I maggiori artisti dub poetry, tra cui Mutabaruka e Linton Kwesi Johnson, raggiunsero la massima popolarità dai fine anni 70 fino ai metà anni 80.
Tutt'oggi il dub poetry è ancora associato alla politica e alla critica sociale. Ironicamente oggi il genere è più accettato in Europa, ad esempio in Francia con Brain Damage, o Nord America piuttosto che in Giamaica, la patria del reggae. Per diversi bianchi dell'occidente, questo genere, con il suo messaggio ed il suo fascino, risulta molto più significativo e più facile da assimilare, rispetto a gran parte del reggae rastafariano (roots reggae) degli anni 70. Infatti, mentre il dub poetry è stato normalmente accettato dal pubblico internazionale per essere un'importante forma d'arte, la scena reggae, soprattutto giamaicana, ritenne troppo impulsivo l'approccio dei poeti. Il dub poetry fu una delle più importanti forme di reggae politico degli anni '70 e '80.

## Alcuni artisti dub poetry[7]
- Benjamin Zephaniah
- Dennis "Blackbeard" Bovell
- Mutabaruka
- Oku Onuora
- Jean "Binta" Breeze
- Haji Mike
- Lillian Allen
- Linton Kwesi Johnson
- Peculiar I
- Ras Mykkal
- Red Cloud
- Michael Smith
- Twinkle Brothers
- Yasus Afari
- Roger Robinson